# François Amable Ruffin
François Amable Ruffin, (4 de Setembro de 1771 - 15 de Maio de 1811) foi um militar francês que lutou nas Guerras revolucionárias francesas e nas Guerras Napoleónicas. Atingiu o posto de general-de-divisão. Ferido na Batalha de Barrosa a 5 de Março de 1811, foi feito prisioneiros pelos ingleses; morreu a 15 de Maio desse ano, dos ferimentos sofridos, a bordo do navio britânico HMS Gorgon. O seu nome consta do Arco do Triunfo.